# زیردریایی کی-۱۱
زیردریایی کی-۱۱ (به انگلیسی: Soviet submarine K-11) یک زیردریایی بود. این زیردریایی  در سال ۱۹۶۱ ساخته شد.